# Malijai
Malijai (prononcé mali'd͡ʒaj) est une commune française, située dans le département des Alpes-de-Haute-Provence en région Provence-Alpes-Côte d'Azur.
Le nom de ses habitants est Malijaiens.

## Géographie

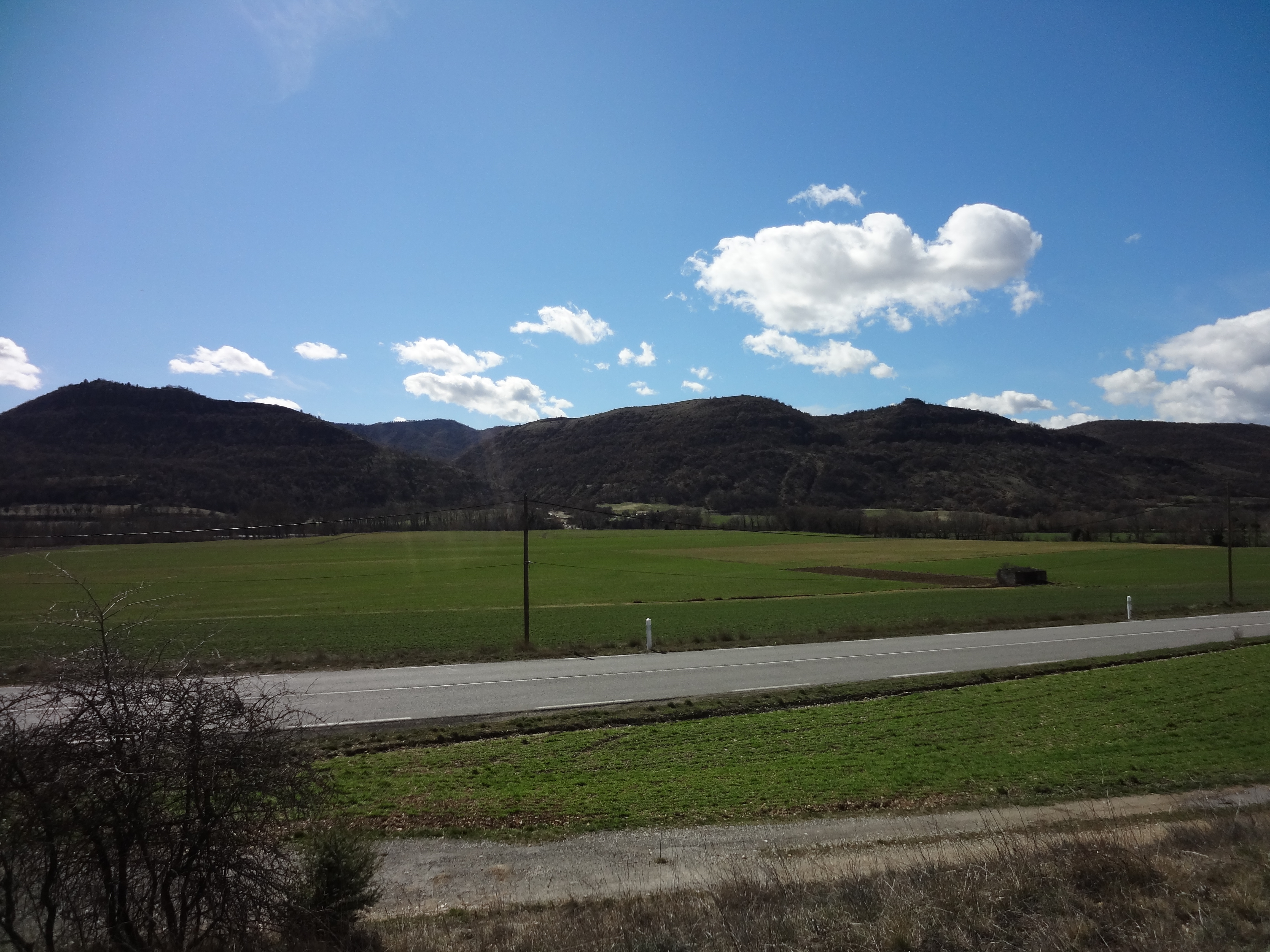
Plaine de la Bléone. Sur la rive sud, collines de l'ancienne commune de Chénerilles.

### Hydrographie

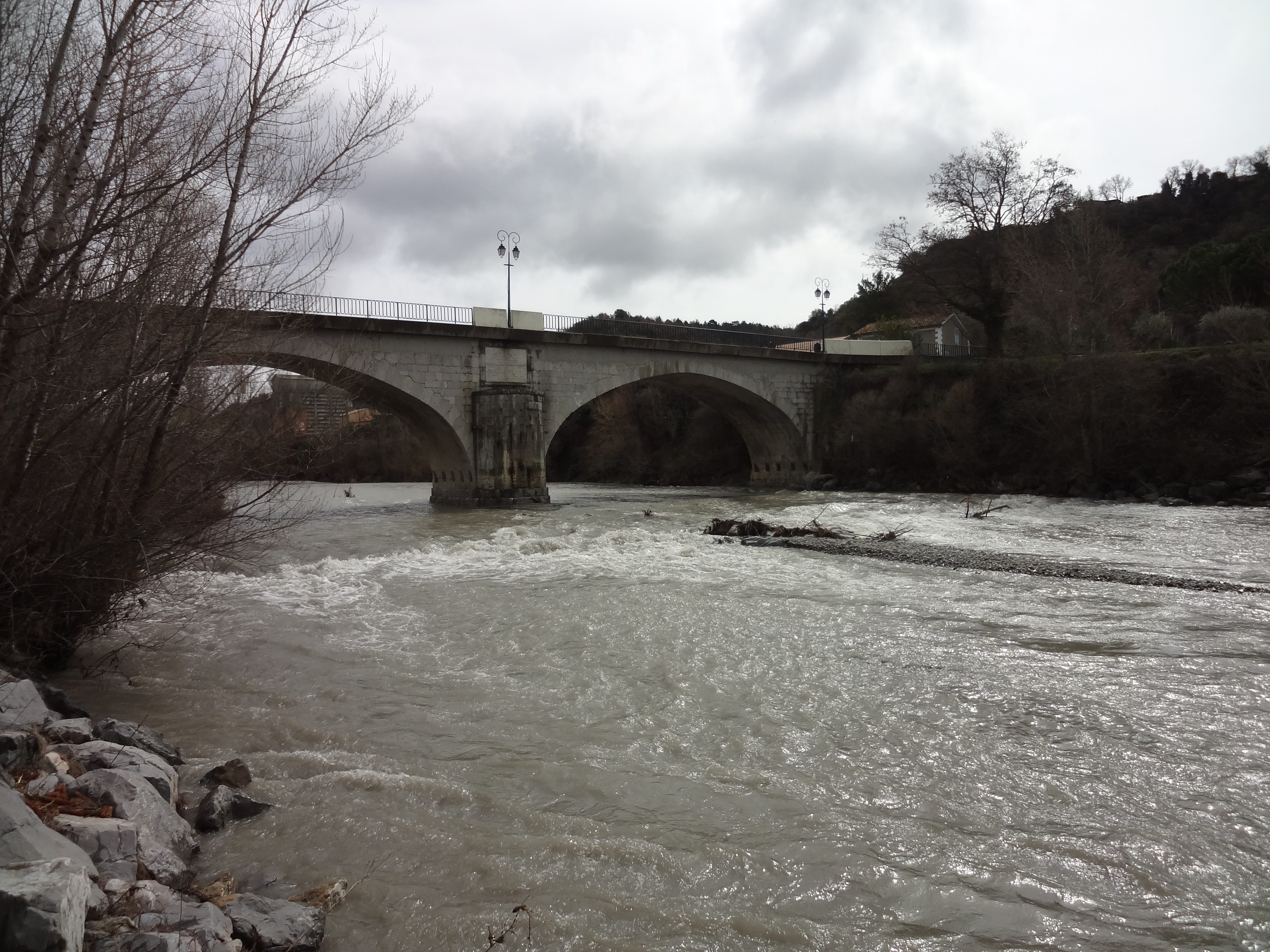
La Bléone à Malijai.

Malijai est traversée par la Bléone.

### Environnement
La commune compte 728 ha de bois et forêts, soit 27 % de sa superficie.

### Transports
Malijai est traversée par la route nationale 85 dite « Route Napoléon ». Le village est situé à 428 m d’altitude, sur la rive droite de la Bléone.

### Risques naturels et technologiques
Aucune des 200 communes du département n'est en zone de risque sismique nul. Le canton des Mées auquel appartient Malijai est en zone 2 (sismicité moyenne) selon la classification déterministe de 1991, basée sur les séismes historiques, et en zone 4 (risque moyen) selon la classification probabiliste EC8 de 2011. La commune de Malijai est également exposée à trois autres risques naturels :
- feu de forêt ;
- inondation (dans la vallée de la Bléone) :
- mouvement de terrain : la commune est presque entièrement concernée par un aléa moyen à fort[5].

La commune de Malijai est de plus exposée à plusieurs risques d’origine technologique :
- celui de transport de matières dangereuses par rail, route et canalisations[6] :
  - en ce qui concerne la voie ferrée, la ligne de Saint-Auban à Digne est neutralisée et aucun trafic ne l’emprunte ;
  - la route nationale 85 et la départementale RD4 peuvent être empruntée par les transports routiers de marchandises dangereuses[7] ;
  - le gazoduc servant à alimenter Digne en gaz naturel traverse la commune et constitue donc un facteur de risque supplémentaire[8] ;
- le risque industriel : la commune est située face à l’usine Arkema de Château-Arnoux-Saint-Auban, classée Seveso seuil haut[6].

Le plan de prévention des risques naturels prévisibles (PPR) de la commune a été approuvé en 2008 pour le risque de mouvement de terrain et le Dicrim existe depuis 2010. La commune est également incluse dans le plan particulier d'intervention de l’usine Arkema.
La commune a été l’objet de plusieurs arrêtés de catastrophe naturelle pour des inondations, des coulées de boue et des glissements de terrain en 1994. Le 22 octobre 1963, un tremblement de terre secouait la commune. Il atteint une intensité macro-sismique ressentie de V sur l’échelle MSK (dormeurs réveillés, chutes d’objets) et son épicentre se trouvait à Malijai même. C’est le seul séisme fortement ressenti à Malijai,.

### Toponymie
La localité apparaît pour la première fois dans les textes en 1272 (Malijacio). Selon Michel de la Torre, le nom viendrait du latin Male jactus, mal situé ; selon Ernest Nègre, le nom viendrait de l’occitan mal i jai, y couche mal, pour désigner une habitation de mauvaise qualité, peut-être une ancienne auberge.
Le toponyme de Chénerilles, signalé pour la première fois au XIIIe siècle (de Cannallilas) serait probablement antérieur aux Gaulois.

### Climat
Pour des articles plus généraux, voir Climat de Provence-Alpes-Côte d'Azur et Climat des Alpes-de-Haute-Provence.
En 2010, le climat de la commune est de type climat méditerranéen altéré, selon une étude du Centre national de la recherche scientifique s'appuyant sur une série de données couvrant la période 1971-2000. En 2020, Météo-France publie une typologie des climats de la France métropolitaine dans laquelle la commune est exposée à un climat de montagne ou de marges de montagne et est dans la région climatique Alpes du sud, caractérisée par une pluviométrie annuelle de 850 à 1 000 mm, minimale en été.
Pour la période 1971-2000, la température annuelle moyenne est de 12 °C, avec une amplitude thermique annuelle de 17,8 °C. Le cumul annuel moyen de précipitations est de 802 mm, avec 6,1 jours de précipitations en janvier et 4,1 jours en juillet. Pour la période 1991-2020, la température moyenne annuelle observée sur la station météorologique de Météo-France la plus proche, « Saint-Auban », sur la commune de Château-Arnoux-Saint-Auban à 6 km à vol d'oiseau, est de 13,4 °C et le cumul annuel moyen de précipitations est de 714,2 mm. 
La température maximale relevée sur cette station est de 42,2 °C, atteinte le 28 juin 2019 ; la température minimale est de −13,4 °C, atteinte le 10 janvier 1985,,.
Les paramètres climatiques de la commune ont été estimés pour le milieu du siècle (2041-2070) selon différents scénarios d'émission de gaz à effet de serre à partir des nouvelles projections climatiques de référence DRIAS-2020. Ils sont consultables sur un site dédié publié par Météo-France en novembre 2022.

## Urbanisme

### Typologie
Au 1er janvier 2024, Malijai est catégorisée bourg rural, selon la nouvelle grille communale de densité à 7 niveaux définie par l'Insee en 2022.
Elle est située hors unité urbaine. Par ailleurs la commune fait partie de l'aire d'attraction de Digne-les-Bains, dont elle est une commune de la couronne,. Cette aire, qui regroupe 34 communes, est catégorisée dans les aires de moins de 50 000 habitants,.

### Occupation des sols
L'occupation des sols de la commune, telle qu'elle ressort de la base de données européenne d’occupation biophysique des sols Corine Land Cover (CLC), est marquée par l'importance des forêts et milieux semi-naturels (82,7 % en 2018), une proportion sensiblement équivalente à celle de 1990 (83,2 %). La répartition détaillée en 2018 est la suivante : 
forêts (59,5 %), milieux à végétation arbustive et/ou herbacée (18,3 %), zones agricoles hétérogènes (8,5 %), espaces ouverts, sans ou avec peu de végétation (4,9 %), terres arables (3,5 %), zones urbanisées (2,5 %), cultures permanentes (1,4 %), zones industrielles ou commerciales et réseaux de communication (1,3 %).
L'évolution de l’occupation des sols de la commune et de ses infrastructures peut être observée sur les différentes représentations cartographiques du territoire : la carte de Cassini (XVIIIe siècle), la carte d'état-major (1820-1866) et les cartes ou photos aériennes de l'IGN pour la période actuelle (1950 à aujourd'hui).

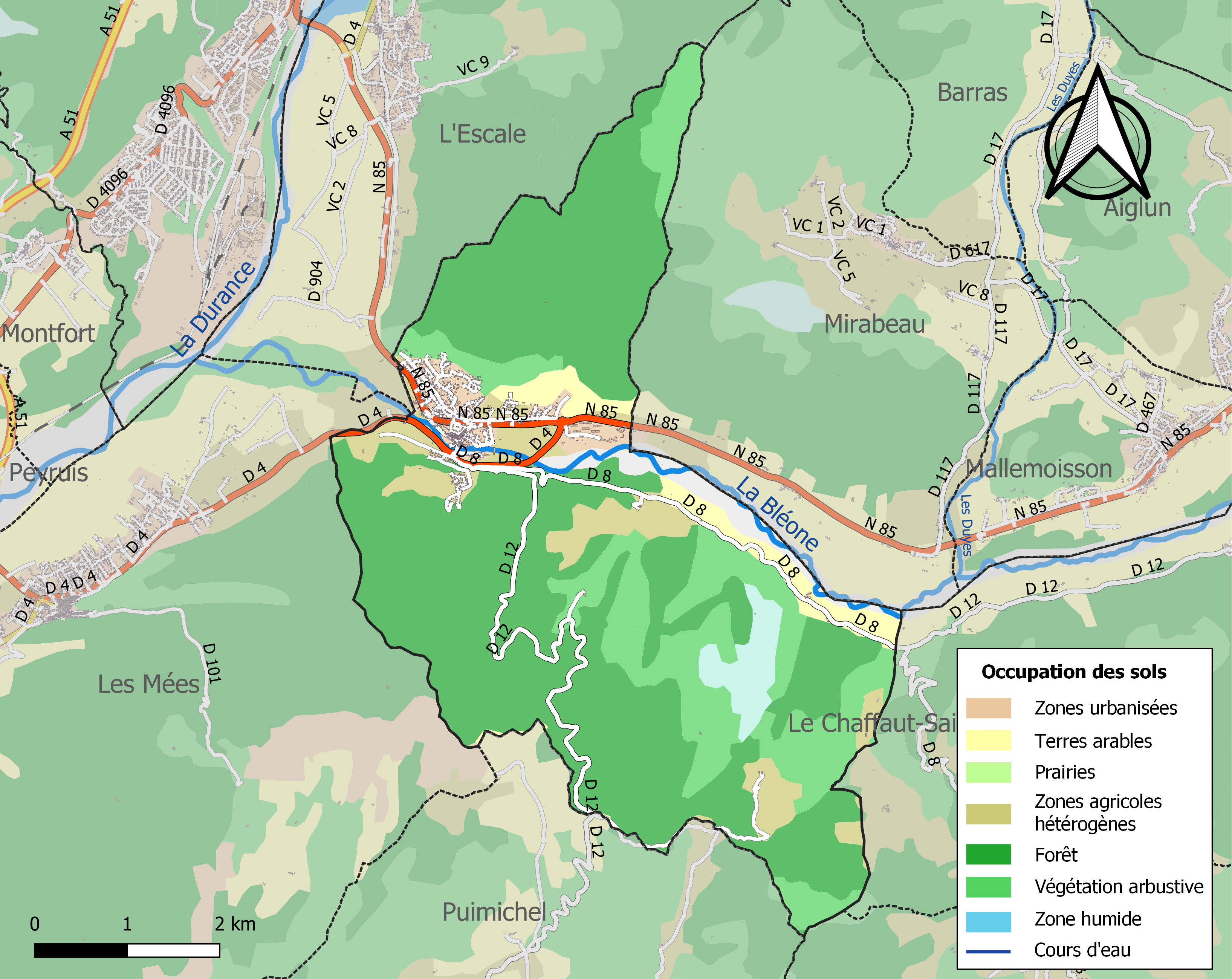
Carte de l'occupation des sols de la commune en 2018 (CLC).

## Économie
L’Écoparc de Malijai accueille Eon Motors, Lumi’iN France, Storybike, le roi du Boudin, UPS Trabuc, le moulin de Chambelland, OGF, isibox, Dinofolies, BGB, archive départementale, une part de rêves, boudin créole.

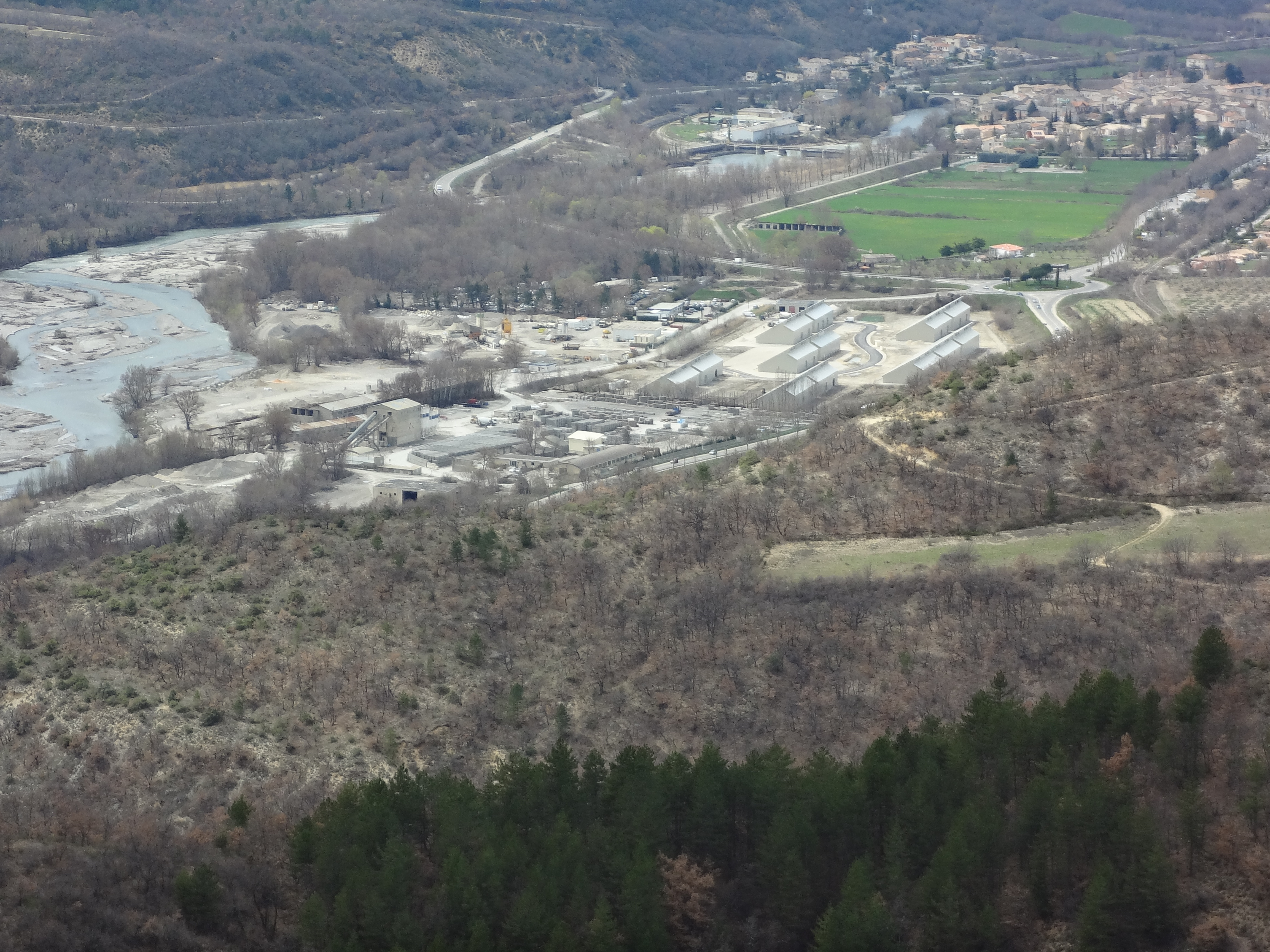
Zone artisanale du prieuré, avec la centrale solaire 1,3 Mwc construite sur des bâtiments, et sablière dans la vallée de la Bléone.

Le village de Malijai accueille Ailink informatique, Vival, Bar le Napoléon, La Trattoria, La Charcuterie Auzet, Alpes peinture diffusion, Cumin, L'instant beauté, Evolutif, Misstifs, Pharmacie Bibal, Malijai Entretient.

### Aperçu général
En 2009, la population active s’élevait à 817 personnes, dont 107 chômeurs (89 fin 2011). Ces travailleurs sont majoritairement salariés (88 %) et travaillent majoritairement hors de la commune (81 %).

### Agriculture

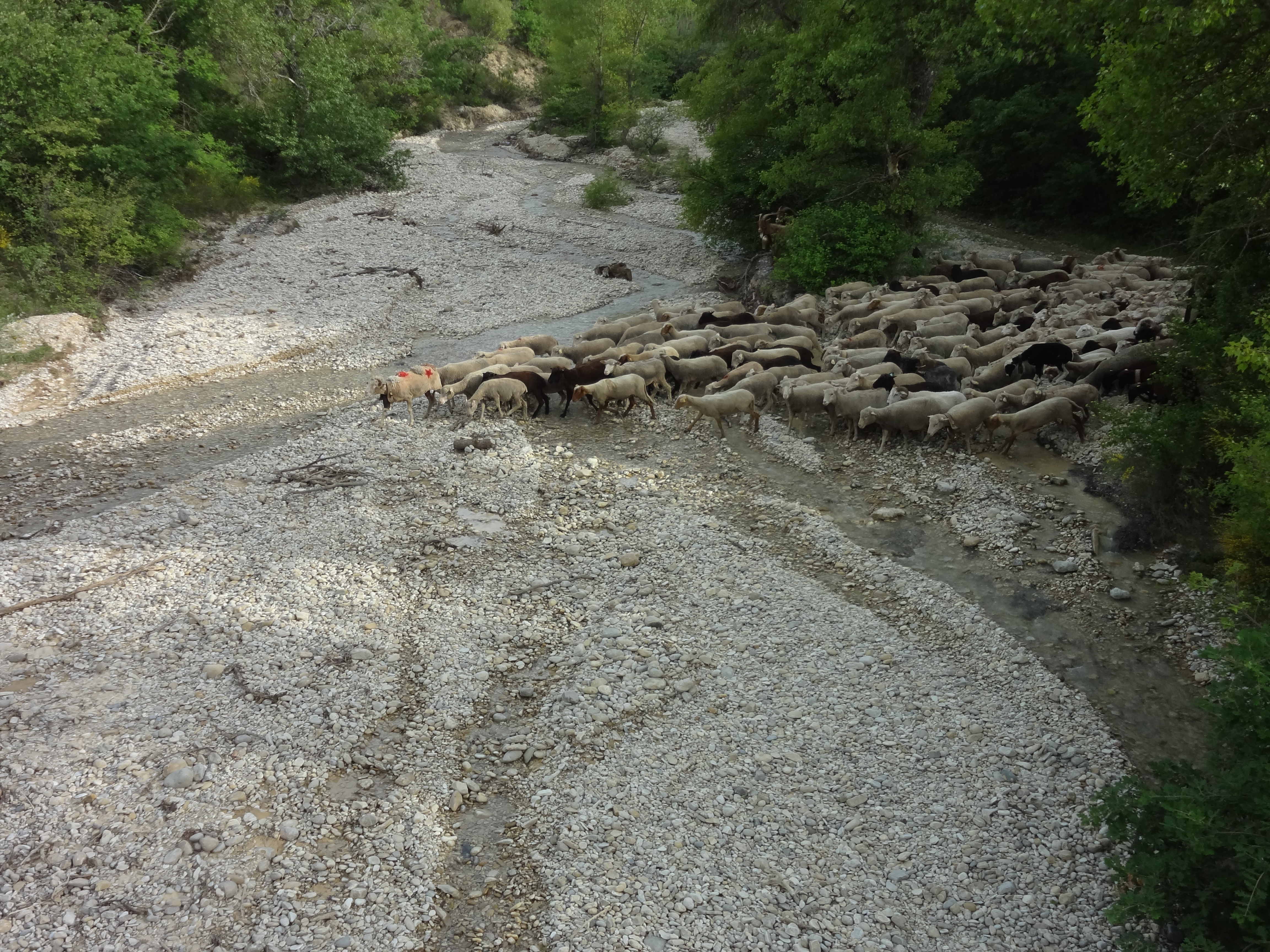
Troupeau de moutons dans un torrent, rive gauche de la Bléone (ancienne commune de Chénerilles).

Fin 2010, le secteur primaire (agriculture, sylviculture, pêche) comptait neuf établissements actifs au sens de l’Insee (exploitants non-professionnels inclus) et aucun emploi salarié.
Le nombre d'exploitations professionnelles, selon l’enquête Agreste du ministère de l’Agriculture, est de 15 en 2010. Il était de 24 en 2000, de 22 en 1988. Actuellement[Quand ?], ces exploitants sont des arboriculteurs (six sur quinze), ou pratiquent la polyculture (cinq sur quinze). De 1988 à 2000, la surface agricole utile (SAU) a commencé de baisser, passant de 1037 à 957 ha. Cette baisse cette fortement accentuée lors de la dernière décennie, à 445 ha (soit 30 ha par exploitation).
La culture de l’olivier est pratiquée dans la commune depuis des siècles, tout en étant limitée à certains versants. Le terroir de la commune se situe en effet à la limite altitudinale de l'arbre, qui ne peut que difficilement être exploité au-delà des 650 mètres. L'oliveraie de Malijai occupait plus d’une dizaine d’hectares au début du XIXe siècle. Actuellement[Quand ?], elle a régressé mais reste relativement importante (entre 1000 et 3500 pieds exploités). L’huile d’olive obtenue avec les olives récoltées sur la commune peut bénéficier de l’appellation d'origine contrôlée (AOC) huile d’olive de Provence.

### Industrie
Fin 2010, le secteur secondaire (industrie et construction) comptait 49 établissements, employant 190 salariés.
Perasso, du groupe Colas Méditerranée, exploite une carrière de granulats, et est actif dans divers secteurs du BTP, 50 salariés.
Le constructeur de véhicules électriques légers Eon Motors, spécialisé dans la mobilité frugale, est également implanté dans la zone industrielle du Prieuré depuis 2012.
Un barrage de 7,5 m barre le cours de la Bléone, et sert de prise d’eau pour alimenter le canal EDF. À quelques centaines de mètres à l’Est du bourg, la centrale solaire de l’Écoparc du Prieuré a été mise en service en mars 2012. Elle comprend 13 toitures d’une puissance unitaire de 140 kWc.

### Activités de service
Fin 2010, le secteur tertiaire (commerces, services) comptait 57 établissements (avec 65 emplois salariés), auxquels s’ajoutent les 18 établissements du secteur administratif (regroupé avec le secteur sanitaire et social et l’enseignement), salariant 88 personnes.
D'après l'Observatoire départemental du tourisme, la fonction touristique est secondaire pour la commune, avec moins d’un touriste accueilli par habitant. Malijai ne dispose pour toutes structures d’hébergement touristique que de meublés non-labellisés. Les résidences secondaires n’apportent qu’un faible complément à la capacité d’accueil : au nombre de 30, elles représentent 3,2 % des logements et sept d’entre elles comptent plus d’un logement,.

## Histoire
Sur la rive droite de la Bléone se trouvait le castrum de Bézaudun, et dans celui-ci, la villa Fracca, à l'emplacement du village actuel. La communauté est signalée sous son nom actuel au XIIIe siècle. Le village fortifié de Bézaudun, qui peut être situé sur la colline Saint-Pierre, à la limite de L'Escale, est détruit au XIIIe siècle.
Au XIIe siècle, l'église Saint-Bonnet, récemment disparue, appartenait à l'abbaye Saint-André de Villeneuve-lès-Avignon, qui en percevait les revenus. L'église de Bézaudun est donnée par Pierre de Volonne au prieuré de L'Escale, dépendant de l'abbaye Saint-Victor de Marseille en 1060. Elle est ensuite cédée à l'abbaye de Chardavon. La communauté de Malijai relevait de la baillie de Digne.
La mort de la reine Jeanne Ire ouvre une crise de succession à la tête du comté de Provence, les villes de l’Union d'Aix (1382-1387) soutenant Charles de Duras contre Louis Ier d'Anjou. Le seigneur de Malijai, Guigon Flotte, se rallie au camp carliste dès avril 1382, puis quand Sisteron se soumet au camp angevin, il suit le mouvement et prête hommage le 30 novembre 1385
La communauté de Villeneuve, qui comptait 3 feux en 1315, est fortement dépeuplée par la crise du XIVe siècle (Peste noire et guerre de Cent Ans) et annexée par celle de Malijai au XVe siècle.
La société patriotique de Malijai fait partie des 21 premières créées dans les Basses-Alpes, avant juin 1792. Le 13 mai 1792, le château est attaqué par les paysans : les fusils sont pris, les gouttières en plomb sont fondues pour faire des balles et toute la ferronnerie arrachée.
Durant la Révolution, la commune de Chénerilles compte également une société patriotique, créée après la fin de 1792.
Le 4 mars 1815, durant les Cent-Jours, Napoléon Ier y fait étape avant de gagner Sisteron dont la clue est contrôlée par la citadelle. La Bléone provoque des inondations catastrophiques en 1826 et 1860.
Le coup d'État du 2 décembre 1851 commis par Louis-Napoléon Bonaparte contre la Deuxième République provoque un soulèvement armé dans les Basses-Alpes, en défense de la Constitution. Après l’échec de l’insurrection, une sévère répression poursuit ceux qui se sont levés pour défendre la République : 8 habitants de Malijai sont traduits devant la commission mixte, la peine la plus courante étant la déportation en Algérie.
Comme de nombreuses communes du département, Malijai se dote d’une école bien avant les lois Jules Ferry : en 1863, elle en possède déjà une qui dispense une instruction primaire aux garçons, au chef-lieu ainsi qu’une autre ouverte aux filles, alors que la loi Falloux (1851) n’impose l’ouverture d’une école de filles qu’aux communes de plus de 800 habitants. Si la commune profite des subventions de la deuxième loi Duruy (1877) pour rénover son école, ce n’est qu’avec les lois Ferry que les filles de Saint-Lions sont régulièrement scolarisées.
À Chénerilles, aucune école n’est ouverte avant les lois Ferry.
La Libération de Malijai est marquée par le passage d’une colonne de la 36e division d’infanterie (US), le 19 août 1944, venant de Riez par Valensole et se dirigeant sur Sisteron. Une autre colonne de la même division est passée par la RN 85 pour libérer Digne, et se trouve stoppée par la résistance allemande en amont de la préfecture. La colonne ouest envoie alors un détachement en pointe en direction de Digne, pour prendre le point de résistance à revers. Mais le village de Malijai, avec son pont sur la Bléone, a été choisi par la Wehrmacht pour y installer un verrou, qui saute après de courts combats, permettant aux renforts d’arriver à Digne et à la colonne de poursuivre sa progression vers Sisteron.
Jusqu'au milieu du XXe siècle, la vigne était cultivée à Chénerilles et Malijai. Plusieurs dizaines d’hectares produisaient un vin destiné à l'autoconsommation et à la vente sur les marchés locaux. Cette culture est aujourd’hui abandonnée.
En 1973, la commune de Chénerilles est rattachée à Malijai,. Apparue dans les chartes en 1193 (Cananillas), elle comptait 31 feux en 1315. Le prieuré Saint-Florent dépendait du chapitre de Riez. La communauté est fortement dépeuplée par la crise du XIVe siècle (Peste noire et guerre de Cent Ans), et n’a plus que 5 feux en 1471, mais sa population fut anéantie par la peste de 1629. En 1765, Chénerilles avait 112 habitants.

## Héraldique
| Blason de Malijai | Blason  | De gueules à une plante arrachée d'or surmontée de trois étoiles du même rangées en chef.                                                  |
| Blason de Malijai | Détails | Le statut officiel du blason reste à déterminer.                                                                                           |
| Blason de Malijai | Alias   | De sinople, à une chaîne d'or accostée de deux canettes d'argent. Blason de l'ancienne commune de Chénerilles fusionnée à Malijai en 1973. |

## Politique et administration

### Liste des maires
| Période                                  | Période      | Identité          | Étiquette     | Qualité |
| ---------------------------------------- | ------------ | ----------------- | ------------- | --- |
| Les données manquantes sont à compléter. |              |                   |               | |
| mai 1945                                 |              | Francis Reybaud   | Résistant/PCF | Ancien Résistant, se présente sous cette étiquette. |
|                                          |              | Yves Audibert     |               | |
| juin 1995                                | mars 2014    | Éliane Barreille, | DVD,          | Retraitée Conseillère régionale de Provence-Alpes-Côte d'Azur (2004 → 2021) Vice-présidente du conseil régional (2015 → 2021) Vice-presidente de la CC de la Moyenne Durance (? → 2014) |
| mars 2014                                | juillet 2020 | Gilles Chatard    | DVD           | Secrétaire en pharmacie Vice-président de la CC de la Moyenne Durance (2014 → 2016) Vice-président de Provence-Alpes Agglomération (2017 → 2020)                                        |
| juillet 2020                             | En cours     | Sonia Fontaine    | DVD           | Adjointe au maire (2014 → 2020) Vice-présidente de Provence-Alpes Agglomération (2020 → )                                                                                               |

### Intercommunalité
Malijai fait partie :
- de 2001 à 2017, de la Communauté de communes de la Moyenne Durance ;
- depuis le 1er janvier 2017, de la communauté d'agglomération Provence-Alpes.

### Enseignement
La commune est dotée de deux écoles, une école maternelle et une école élémentaire.

## Démographie

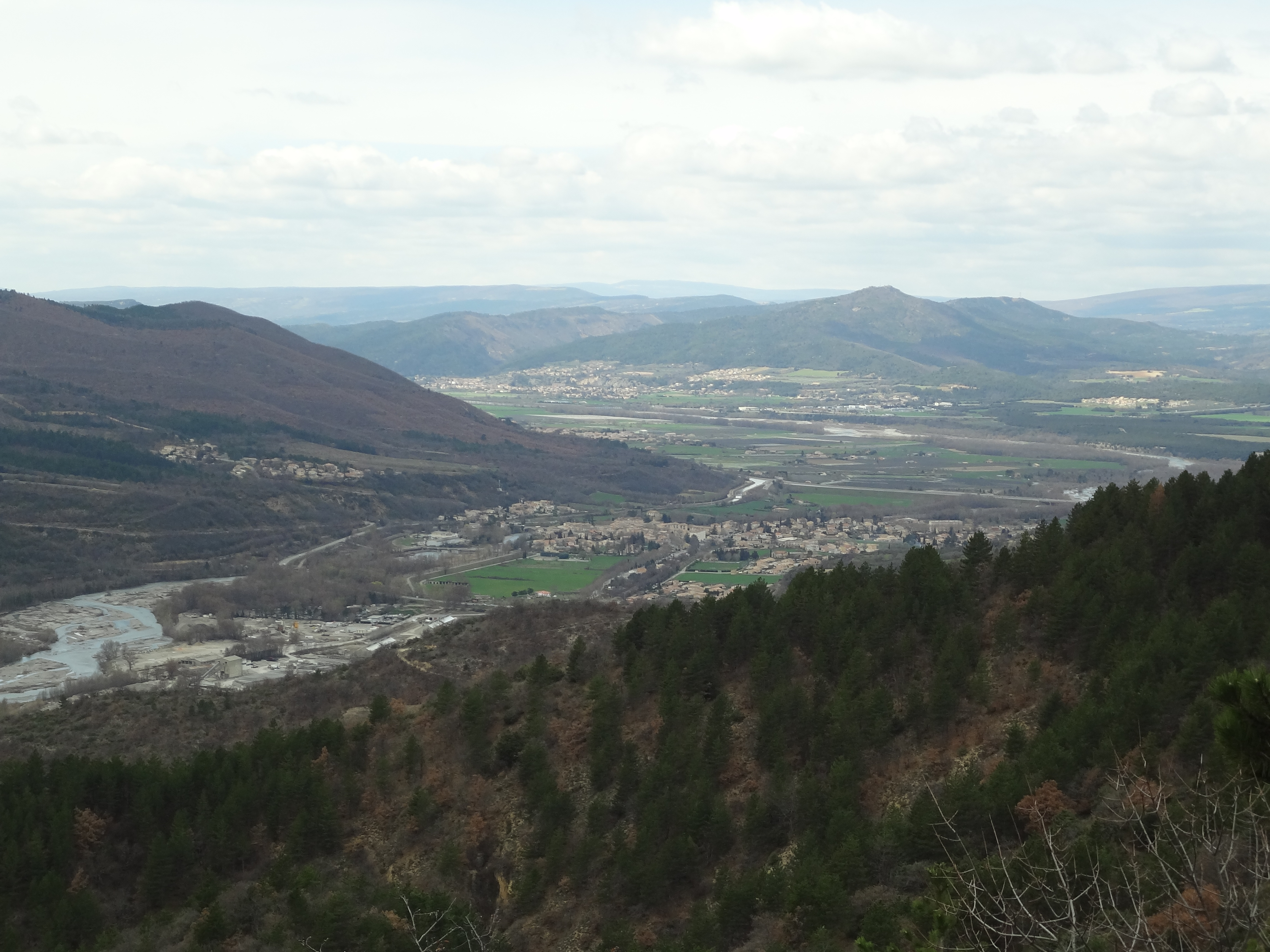
Malijai. Au fond, la vallée de la Durance.

### Malijai
L'évolution du nombre d'habitants est connue à travers les recensements de la population effectués dans la commune depuis 1765. Pour les communes de moins de 10 000 habitants, une enquête de recensement portant sur toute la population est réalisée tous les cinq ans, les populations de référence des années intermédiaires étant quant à elles estimées par interpolation ou extrapolation. Pour la commune, le premier recensement exhaustif entrant dans le cadre du nouveau dispositif a été réalisé en 2006.

En 2022, la commune comptait 2 019 habitants, en évolution de +1,76 % par rapport à 2016 (Alpes-de-Haute-Provence : +2,84 %, France hors Mayotte : +2,11 %).
| 1765 | 1793 | 1806 | 1821 | 1831 | 1836 | 1841 | 1846 | 1851 |
| ---- | ---- | ---- | ---- | ---- | ---- | ---- | ---- | ---- |
| 460  | 464  | 470  | 466  | 529  | 506  | 514  | 554  | 578  |

| 1856 | 1861 | 1866 | 1872 | 1876 | 1881 | 1886 | 1891 | 1896 |
| ---- | ---- | ---- | ---- | ---- | ---- | ---- | ---- | ---- |
| 565  | 537  | 551  | 503  | 605  | 512  | 488  | 497  | 472  |

| 1901 | 1906 | 1911 | 1921 | 1926 | 1931 | 1936 | 1946 | 1954 |
| ---- | ---- | ---- | ---- | ---- | ---- | ---- | ---- | ---- |
| 467  | 511  | 447  | 421  | 457  | 535  | 558  | 592  | 576  |

| 1962 | 1968 | 1975  | 1982  | 1990  | 1999  | 2006  | 2011  | 2016  |
| ---- | ---- | ----- | ----- | ----- | ----- | ----- | ----- | ----- |
| 841  | 988  | 1 419 | 1 578 | 1 703 | 1 628 | 1 863 | 1 959 | 1 984 |

| 2021  | 2022  | - | - | - | - | - | - | - |
| ----- | ----- | - | - | - | - | - | - | - |
| 2 002 | 2 019 | - | - | - | - | - | - | - |

| 1315    | 1471      |
| ------- | --------- |
| 36 feux | inhabitée |

La commune de Malijai n'a pas connu d'exode rural marqué. Par contre, l'arrivée massive de la voiture dans les années 60 a permis à de nombreuses personnes travaillant à Digne-les-Bains d'habiter à Malijai, avec un immobilier moins cher et un cadre agréable.

### Chénerilles
| 1315    | 1471 | 1765 | 1793 | 1800   | 1806 | 1821 | 1831 |
| ------- | ---- | ---- | ---- | ------ | ---- | ---- | ---- |
| 31 feux | 5    | 112  | 98   | lacune | 100  | 99   | 102  |

| 1836 | 1841 | 1846 | 1851 | 1856 | 1861 | 1866 | 1872 |
| ---- | ---- | ---- | ---- | ---- | ---- | ---- | ---- |
| 80   | 81   | 79   | 83   | 72   | 73   | 72   | 55   |

| 1876 | 1881 | 1886 | 1891 | 1896 | 1901 | 1906 | 1911 |
| ---- | ---- | ---- | ---- | ---- | ---- | ---- | ---- |
| 61   | 49   | 57   | 47   | 41   | 42   | 33   | 33   |

| 1921 | 1926 | 1931 | 1936 | 1946 | 1954 | 1962 | 1968 |
| ---- | ---- | ---- | ---- | ---- | ---- | ---- | ---- |
| 27   | 38   | 24   | 31   | 15   | 8    | 10   | 8    |

L'histoire démographique de Chénerilles est marquée par la saignée des XIVe et XVe siècles, due à la peste noire et à la guerre de Cent Ans.
Après une période de croissance, la commune connaît une période d'« étale » où la population reste relativement stable à un niveau élevé. Cette période dure de 1806 à 1866. L'exode rural provoque ensuite un mouvement de recul démographique rapide et de longue durée. Dès 1891, la commune a perdu plus de la moitié de sa population par rapport au maximum historique de 1831. Le mouvement de baisse ne s'interrompt pas, et pousse au rattachement de la commune à sa voisine Malijai.

## Lieux et monuments

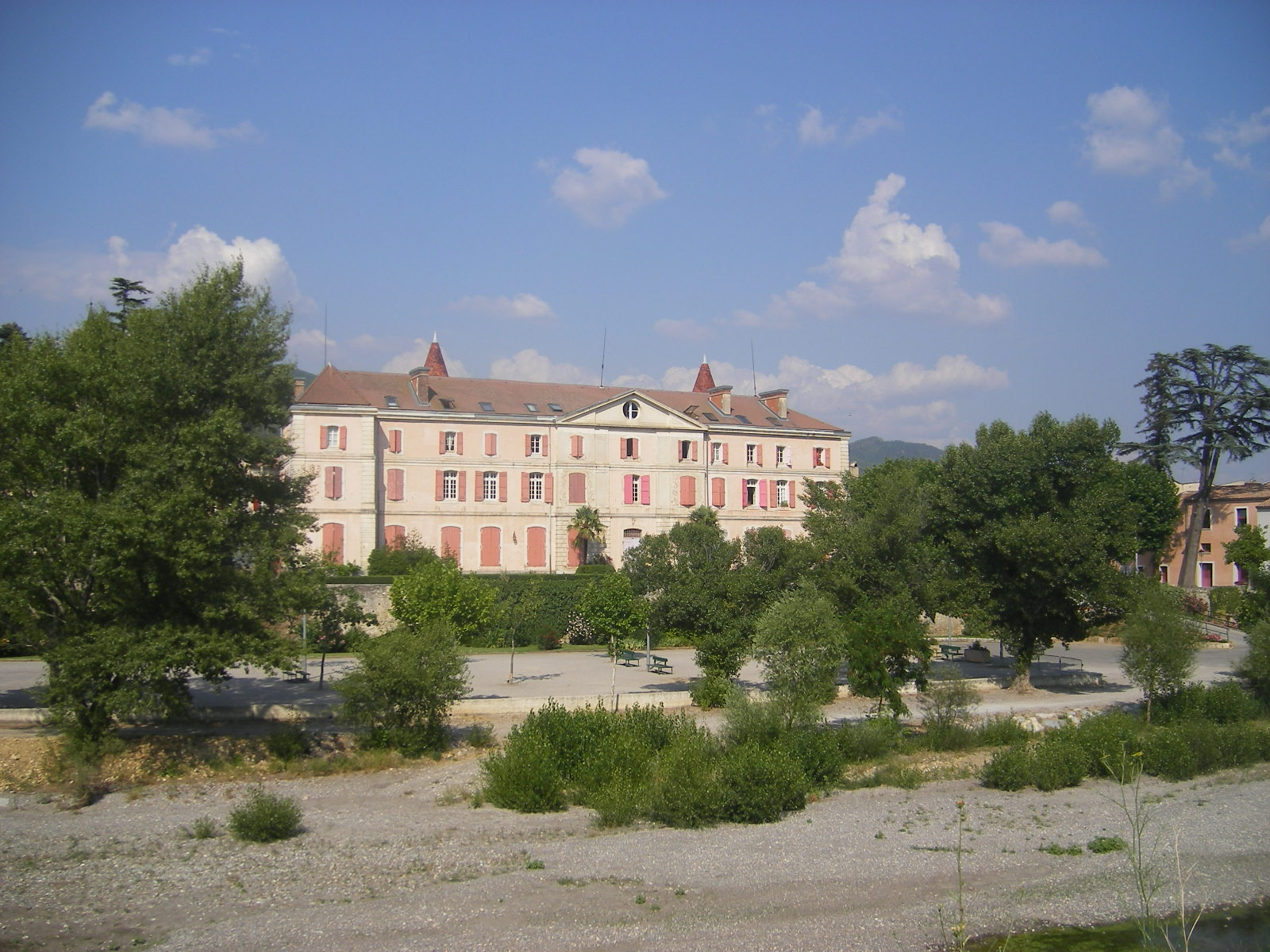
Le château du XVIIIe siècle.

Le château est situé à l'entrée du village, entre celui-ci et la Bléone. Il est construit à la fin des années 1760 et au début des années 1770 par Pierre Vincent Noguier, qui avait acheté la seigneurie en 1759. Sa façade est encadrée de deux tours rondes, et surmontée d’un fronton, répété sur la façade arrière, côté Bléone. Les fenêtres des deux étages sont cintrées. Son rez-de-chaussée est classé monument historique pour la qualité de ses gypseries, représentantes des styles Louis XV et Louis XVI,.
L'église paroissiale, placée sous le vocable de saint Christophe et le patronage de sainte Madeleine, est reconstruite en 1839, dans un style classique tardif, avec une nef de quatre travées. L'abside est en cul-de-four. Sa croix de procession, en cuivre argenté, date du XVIe siècle et est classée monument historique au titre objet.
L'ancien prieuré construit au cimetière, à proximité du confluent de la Bléone et de la Durance, également placé sous le vocable de Saint-Christophe, offre un certain charme, bien que de petite taille.
Le pont sur la Bléone est le premier du département à abandonner la forme en dos-d'âne et le nombre impair d’arches, renonçant ainsi à un certain archaïsme. Ses deux arches sont en anse de panier, la pile centrale est protégée par un avant-bec en ogive et un arrière-bec semi-cylindrique. Les parapets sont équipés de chasses-roues. Il est construit en bel appareil régulier, avec deux rampes d’accès, en 1775-1778. Les travaux d’établissement des piles sur pieux en bois ont nécessité le détournement de la rivière ; 190 ouvriers travaillaient sur le chantier.
- Pont-canal faisant passer le canal d'Oraison au-dessus de la Bléone
- Château de Serre-Bourret
- Le petit cimetière où la chapelle est ornée d'un cadran solaire

Le village et le château fort de Chénerille sont en ruines.
L'ancienne église paroissiale Saint-Florent de Chénerille a été restaurée en 2007.

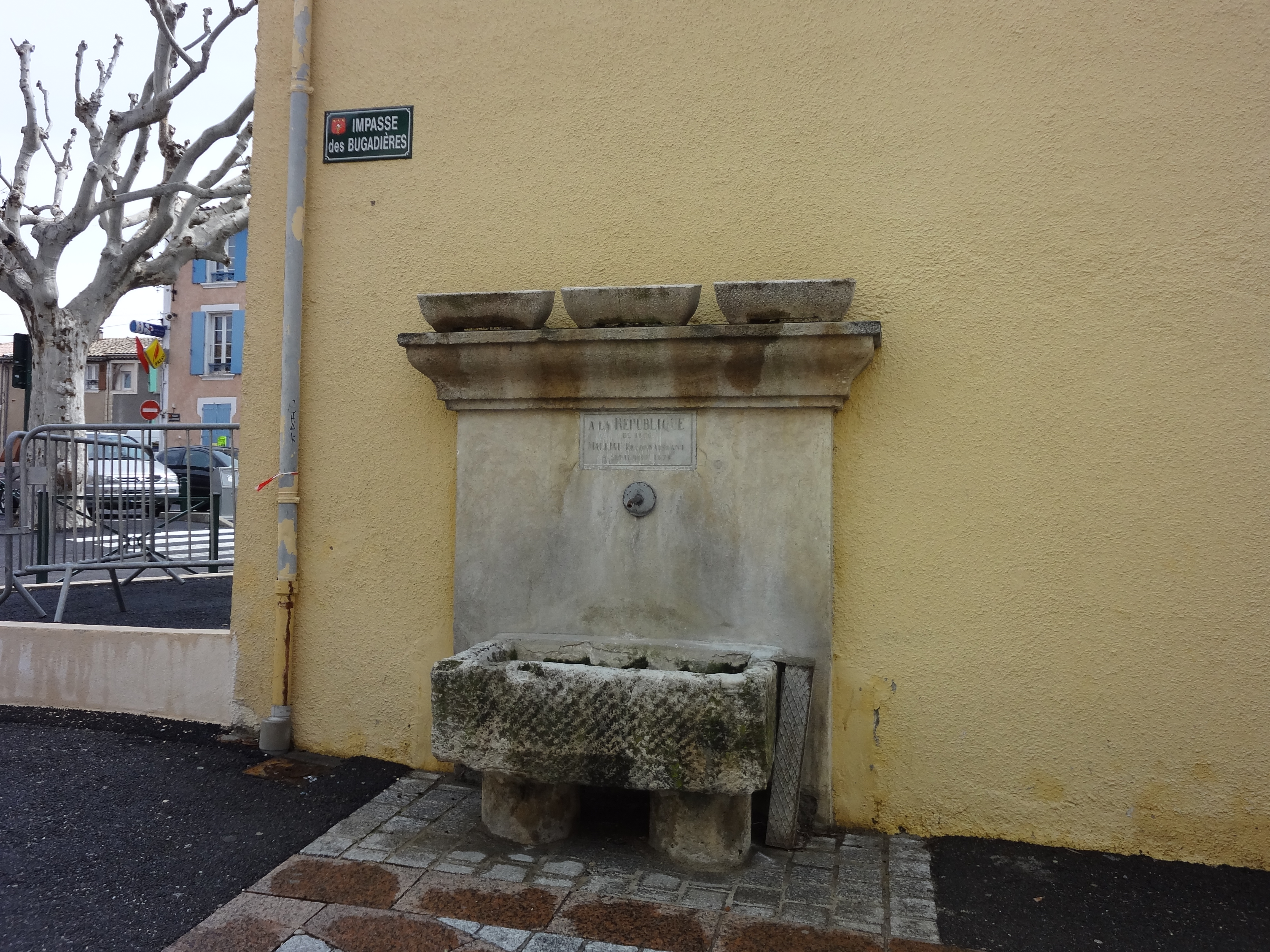
Fontaine de la République (celle du 4 septembre 1870), située impasse des Bugadières (c’est-à-dire des lavandières).

## Personnalités liées à la commune
- Simon (Alexandre), personne morte en déportation.